# Ateliers de construction d’Issy-les-Moulineaux

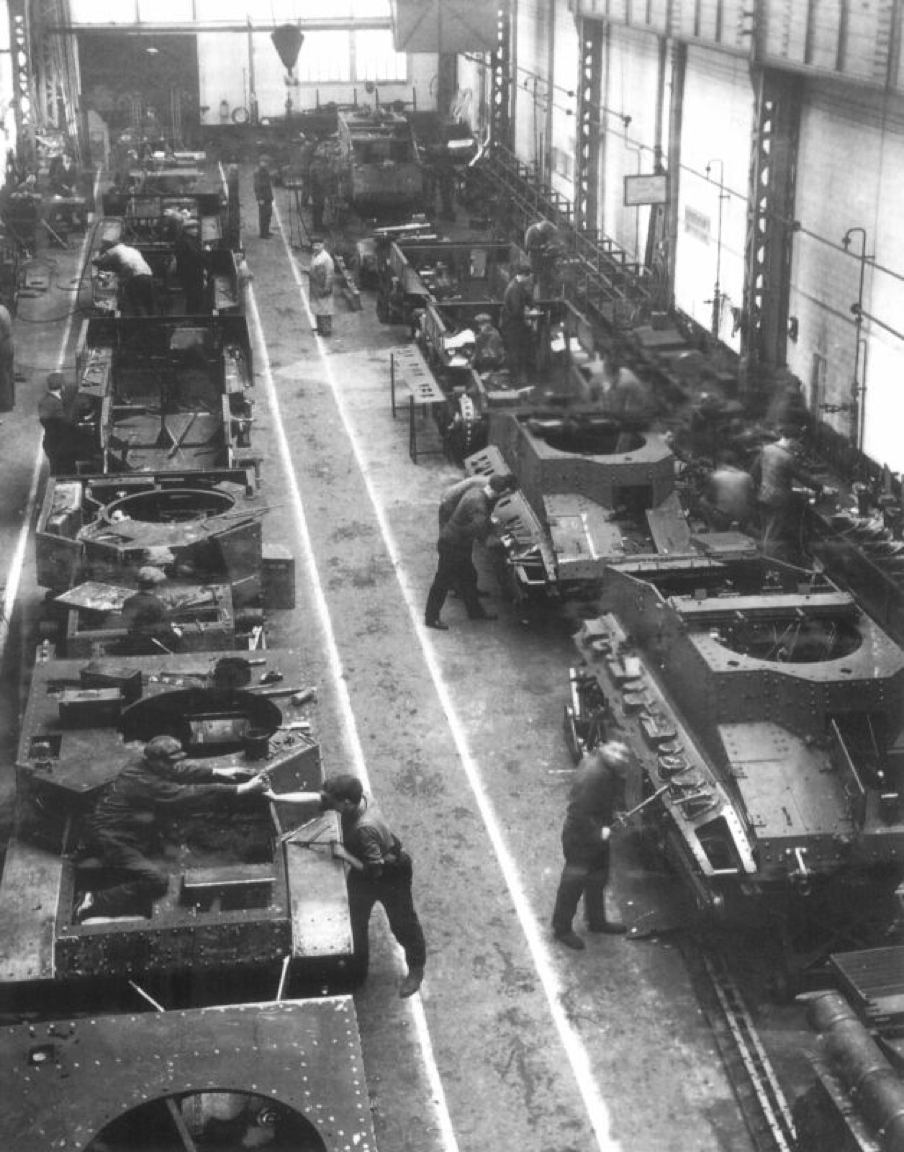
Linia produkcyjna AMC 35 w 1935 roku.

Ateliers de construction d'Issy-les-Moulineaux (AMX, gdzie A to skrót od Ateliers a MX oznacza MoulineauX) – francuskie przedsiębiorstwo z siedzibą w Issy-les-Moulineaux, które produkowało czołgi i inne pojazdy wojskowe, m.in. AMX-13, AMX-30 czy AMX-40.